# Mimoclystia lichenarum
Mimoclystia lichenarum là một loài bướm đêm trong họ Geometridae.